# 玉畹梵芳
玉畹 梵芳（ぎょくえん ぼんぽう、1348年（貞和4年/正平3年）ごろ - 1420年（応永27年）ごろ）は、南北朝時代から室町時代の画家、臨済宗の僧である。

## 経歴・人物
幼年期より出家し、春屋妙葩に師事する。後に近江へ入り、永源寺の住職であった寂室元光および義堂周信から詩を学んだ。
後に水墨画に専念し、豊後の万寿寺、京都の建仁寺および南禅寺の住職も務めた。これにより、当時室町幕府の将軍であった足利義持の恩恵を受け仕えたが、1420年（応永27年）不平により対立し、近江に隠居した後に入滅したとみられている。なお、梵芳の作品は鉄舟徳済と共に元の画僧、雪窓の作風「墨蘭」の二大画僧として知られた。

## 主な作品

蘭石図 クリーヴランド美術館

### 絵画
- 蘭石図（クリーヴランド美術館）
- 蘭蕙同芳図（東京国立博物館）

### 書
- 雪裡三友図（京都国立博物館）賛[1]
- 芭蕉夜雨図（東京国立博物館）賛[2]
- 柴門新月図（藤田美術館）序[3]